# Jagdtiger
Panzerjäger Tiger für 12,8 cm Pak 44 L/55 (Sd.Kfz. 186) – niemiecki ciężki niszczyciel czołgów z okresu II wojny światowej.
Jagdtigera zbudowano na nieznacznie zmodyfikowanym podwoziu czołgu ciężkiego PzKpfw VI B Königstiger (Tiger II). Był ostatnim produkowanym seryjnie niemieckim niszczycielem czołgów i najcięższym pojazdem pancernym użytym bojowo podczas II wojny światowej. Dysponował potężnym uzbrojeniem w postaci armaty PaK 44/2 L/55 kalibru 128 milimetrów, umożliwiającej niszczenie pojazdów alianckich nawet z odległości 4000 metrów. Wyprodukowany został w niewielkiej serii, nieprzekraczającej osiemdziesięciu ośmiu pojazdów. W związku z niewielką mobilnością i silnym pancerzem bywał nazywany „samobieżnym bunkrem”.
Konstrukcja miała wiele wad, do których można zaliczyć między innymi małą mobilność, wynikającą z dużej masy i zbyt słabego silnika. Większość pojazdów stracono w wyniku usterek lub ataków alianckiego lotnictwa.

## Historia
22 lutego 1943 roku wydział WaPrüf 4a Urzędu Uzbrojenia Rzeszy zlecił opracowanie zakładom Henschel odpowiedniego pojazdu, na którym byłaby możliwa zabudowa działa PaK 44/2 L/55 kalibru 128 mm. Konstrukcję przyszłego niszczyciela czołgów oparto na podwoziu Tiger II, w którym konieczne było m.in. wydłużenie wanny kadłuba o 300 mm. 20 października 1943 na poligonie w Orzyszu przedstawiono Hitlerowi drewnianą pełnowymiarową makietę. Führer podjął decyzję o produkcji 150 pojazdów w zakładach Nibelungenwerke w St. Valentin w Austrii. Pierwszy prototyp miał być gotowy w grudniu 1943, ale zakłady w St. Valentin były zajęte produkcją czołgów PzKpfw IV. W wyniku opóźnienia dwa pierwsze prototypy były gotowe dopiero w lutym 1944. Pierwszy pojazd o numerze Fgst 305001 posiadał zawieszenie typu Porsche. Kolejny prototyp o numerze Fgst 305002 posiadał zawieszenie typu Henschel. 6 kwietnia 1944 prototypy rozpoczęły próby na poligonie w Kummersdorfie. 20 kwietnia 1944 Jagdtiger został skierowany do produkcji seryjnej.

### Produkcja
Produkcję Jagdtigerów prowadziły zakłady Nibelungenwerke w St. Valentin, które kooperowały z wieloma innymi dostawcami. Pancerne nadbudowy pochodziły z zakładów Eisenwerken Oberdonau w Linzu, wanny kadłuba były produkowane przez Bergische Stahlindustrie w Remscheid, Bochumer Verein w Bochum, Fr. Krupp w Essen i przez Obeschleischische Hüttenwerke Oberhütten Malapane (dzisiejsza Huta Małapanew) w Ozimku koło Opola. Jarzma armaty pochodziły z zakładów Krupp-Bertha w dzisiejszym Wrocławiu.
Pierwsze seryjne pojazdy opuściły fabrykę w lipcu 1944. Całkowita liczba wyprodukowanych Jagdtigerów jest trudna do ustalenia, waha się w różnych opracowaniach od 74 do 88 (Fgst 305001–305088).
| Produkcja Jagdtigerów | Produkcja Jagdtigerów | Produkcja Jagdtigerów | Produkcja Jagdtigerów | Produkcja Jagdtigerów | Produkcja Jagdtigerów | Produkcja Jagdtigerów | Produkcja Jagdtigerów |
| Miesiąc               | luty 1944             | lipiec 1944           | sierpień 1944         | wrzesień 1944         | październik 1944      | listopad 1944         | Razem                 |
| --------------------- | --------------------- | --------------------- | --------------------- | --------------------- | --------------------- | --------------------- | --------------------- |
| sztuk                 | 2                     | 3                     | 3                     | 8                     | 9                     | 6                     | Razem                 |
| Miesiąc               | grudzień 1944         | styczeń 1945          | luty 1945             | marzec 1945           | kwiecień 1945         | maj 1945              | Razem                 |
| sztuk                 | 20                    | 10                    | 13                    | 3                     | 7                     | 4                     | 88                    |

Inne źródła podają:
- 74 pojazdy do lutego 1945[c][9],
- 75 lub 77 pojazdów oraz 8 znajdujących się w stadium montażu[10],
- 77 pojazdów do marca 1945 o nr Fgst 305001–305077[d][11],
- 79 pojazdów[12],
- 85[13] oraz 85 lub 88 pojazdów[14].

### Służba
Jadtigery znalazły się na wyposażeniu dwóch batalionów ciężkich niszczycieli czołgów, jako sprzęt etatowy. 2 pojazdy przejęte 5 maja 1945 w St.Valentin przez załogi z 501. Batalionu Czołgów Ciężkich SS (schwere SS-Panzerabteilung 501) zostały użyte do zabezpieczenia odwrotu niemieckich jednostek chcących się poddać Amerykanom. Pojazdy zostały utracone w walkach z czołgami radzieckimi. Jeden z pojazdów trafił w późniejszym czasie do muzeum w Kubince.
- 653. Batalion Ciężkich Niszczycieli Czołgów

Pierwszą jednostką, która została wyposażona w Jagdtigery był 653. Batalion Ciężkich Niszczycieli Czołgów (schwere Panzerjäger-Abteilung 653) posiadający wcześniej na uzbrojeniu niszczyciele czołgów typu Ferdinand. Etat przewidywał 42 niszczyciele w trzech kompaniach, w każdej 3 plutony po 4 Jagdtigery oraz 2 wozy w dowództwie kompanii. Dodatkowy 1 pojazd znajdował się w dowództwie batalionu.
Pierwszy pojazd o numerze Fgst 305007 dotarł do batalionu 6 września 1944. Na skutek opóźnień w produkcji w październiku 1944 w jednostce było tylko 16 Jagdtigerów. Niszczyciele miały przejść chrzest bojowy w czasie ofensywy w Ardenach. Skierowano tam 1. kompanię liczącą 14 pojazdów, która jednak nie dotarła na miejsce na skutek zniszczonych szlaków kolejowych. Ostatecznie Jagdtigery zostały skierowane go Grupy Armii G, która przygotowywała się do ofensywy w Alzacji. W operacji Nordwind wzięły tylko 2 działa z 3. kompanii wspierające działania 17 Dywizji Gren. Panc. SS „Götz von Berlichingen”. 4 stycznia 1945 dołączyły kolejne 4 pojazdy z 1. kompanii. 26 stycznia po przybyciu 2. kompanii jednostka osiągnęła pełny skład przewidziany etatem. 

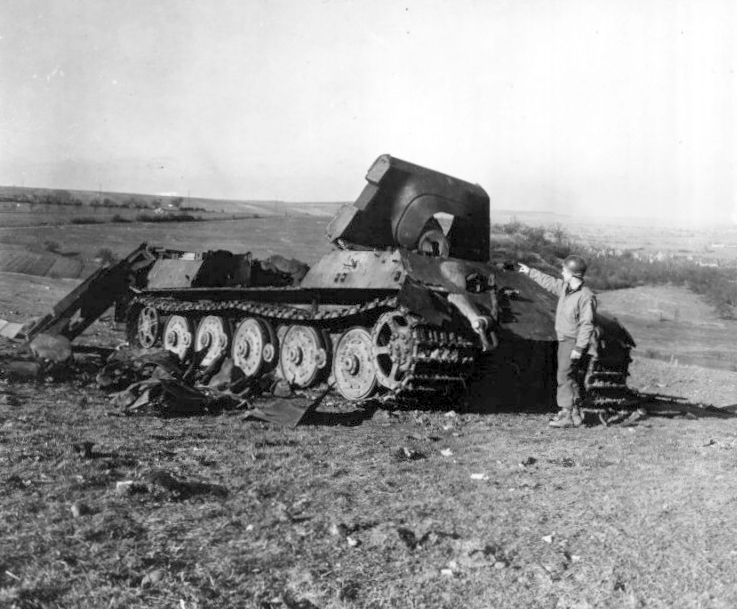
Zniszczony Jagdtiger z zawieszeniem Henschel Fgst 305024 z 1. kompanii 653. Batalionu Ciężkich Niszczycieli Czołgów, zniszczony koło Rimling w Alzacji

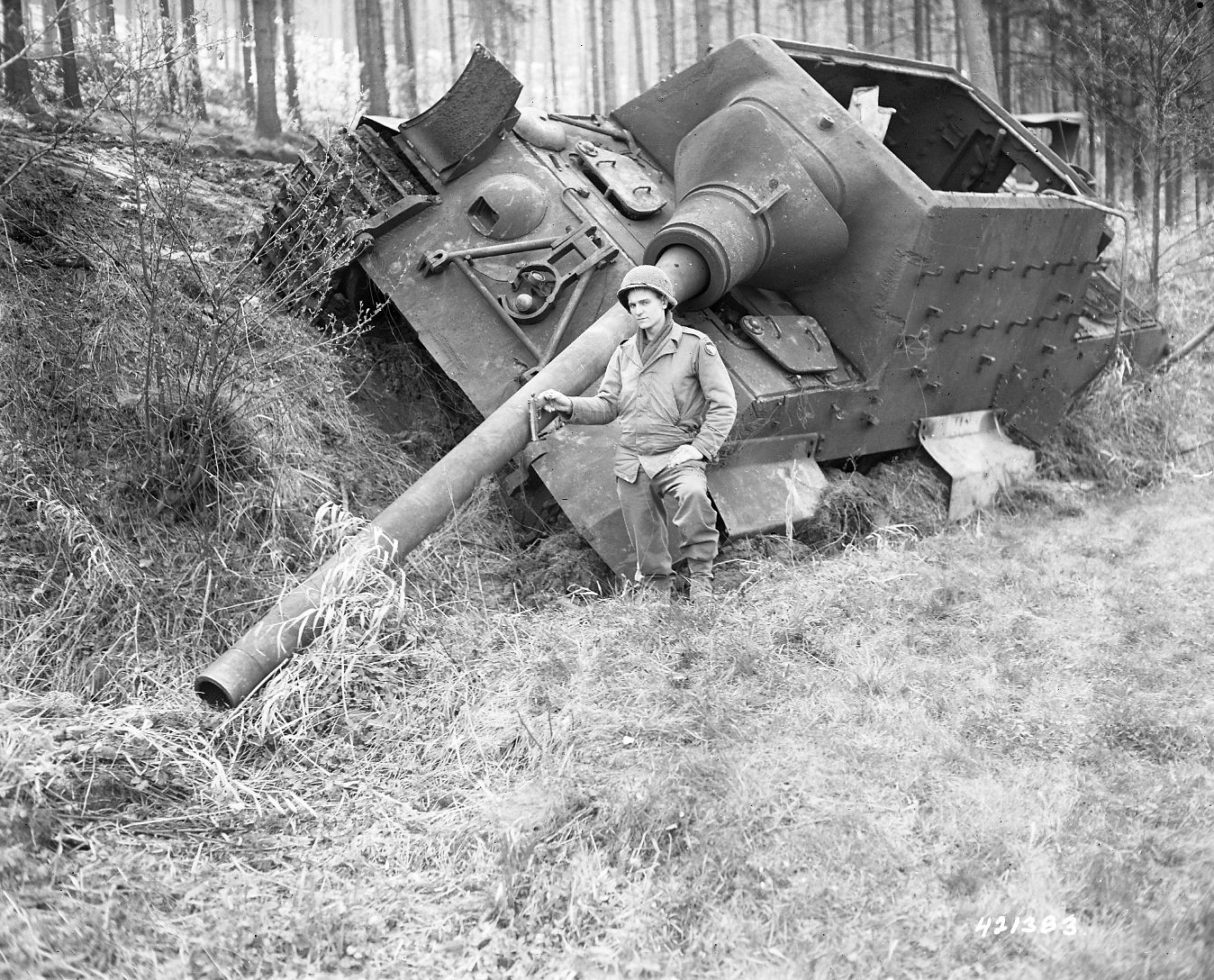
Zniszczony Jagdtiger, prawdopodobnie z 3. kompanii 512. Batalionu Ciężkich Niszczycieli Czołgów, zniszczony koło Offensen w Niemczech. Kwiecień 1945

W lutym w związku z dużą liczbą niesprawnych niszczycieli batalion skoncentrowano na tyłach frontu, a pojazdy poddano naprawom. Dopiero w marcu 1945 Jagtigery sPzJgAbt. 653 skierowano w rejon lasu Haguenau, gdzie toczyły walki w rejonie Wissembourga, Bühl oraz Schwetzingen. W końcu marca 1945 batalion zajął pozycję obronną nad rzeką Neckar. W kolejnych dniach prowadził działania obronne w rejonie Klingenberg am Main przeciwko francuskiej 5. DPanc., a na początku kwietnia w Crailsheim by się wycofać do Nördlingen.
Przez cały czas batalion borykał się z usterkami Jagdtigerów. 1 lutego 1945 na 41 pojazdów, 16 było niesprawnych. Najwyższy stan gotowości jednostka osiągnęła 15 marca, kiedy na 41 niszczycieli tylko 3 wymagały napraw. Trzy dni później 18 marca w batalionie były 34 pojazdy, gotowych do użycia 18, 30 marca 28 pojazdów, ale tylko 6 sprawnych. W dniu 3 kwietnia zostały 23 Jagdtigery, z czego sprawny był tylko 1. Do 9 kwietnia stan sprawnych zwiększył się do 10 pojazdów. 15 kwietnia w sPzJgAbt. 653 było 17 niszczycieli, sprawnych 5, a 26 kwietnia na 14 posiadanych, aż 13 było w naprawie.
20 kwietnia 1945 wolne załogi zostały odesłane do St. Valentin po odbiór nowych pojazdów. Pozostałą część batalionu skierowano do Górnej Austrii do Grupy Armii Południe do Salzburga i Linzu, gdzie koło Liezen stracono ostatnie dwa pojazdy zdobyte przez Amerykanów. Grupa, która przybyła do Nibelungenwerke wysadziła 8 pojazdów, które znajdowały się na ostatnim etapie produkcji.
- 512. Batalion Ciężkich Niszczycieli Czołgów

Drugą jednostką wyposażoną w Jagdtigery był 512. Batalion Ciężkich Niszczycieli Czołgów (schwere Panzerjäger-Abteilung 512). Kadra pochodziła z rozwiązanego 424. Batalionu Czołgów Ciężkich (schwere Panzer-Abteilung 424) oraz częściowo z 503. Batalionu Czołgów Ciężkich (schwere Panzer-Abteilung 503). Pierwsze 16 pojazdów batalion otrzymał w połowie lutego 1945. Jednostka szkoliła się na poligonie w Döllersheim w Austrii, a następnie w Sennelager na przedmieściach Paderborn. Batalion nigdy nie walczył w pełnym składzie trzech kompanii.
1. kompania dowodzona przez asa pancernego kpt. Alberta Ernsta mającego przydomek Tygrys z Witebska przeszła chrzest bojowy 10 marca 1945 podczas niemieckiego kontrataku pod Remagen. Kompania liczyła 10 pojazdów (wóz dowódcy kompanii oraz po 3 pojazdy w trzech plutonach). Po tym debiucie bojowym w kompanii zostało 6 Jagdtigerów. W kolejnych dniach Ernst prowadził walki odwrotowe pod Siegen, a następnie poprzez Meinerzhagen i Lüdenscheid dotarł 8 kwietnia do Altena. 11 kwietnia kompania została skierowana do Unna, gdzie miała wziąć udział w próbie przerwania okrążenia, który Amerykanie zamknęli wokół Zagłębia Ruhry. Po przeprawie przez rzekę Ruhra koło Langschede doszło do starcia. Oddział Ernsta ostrzelał ze wzgórza amerykańską kolumnę pojazdów. W wyniku ostrzału Niemcy zniszczyli 50 pojazdów, w tym 11 Shermanów. Niektóre z nich niszcząc z odległości 4000 m. Straty niemieckie to 1 Jagdtiger zniszczony przez lotnictwo. 12 kwietnia kompania ubezpieczała lotnisko w Deilinghofen niszcząc 2 Shermany. Następnie wycofała się do Iserlohn, gdzie zniszczono kolejne 3 czołgi amerykańskie. 16 kwietnia Ernst skapitulował. Jego oddział liczył w tym momencie tylko 3 Jagdtigery.
Dowódcą 2. kompanii został inny niemiecki as pancerny Otto Carius. 8 marca kompania wyruszyła z Sennelager transportem kolejowym do Siegburga. Na skutek nalotów oraz błędnego skierowania części oddziału do Duisburga Carius nie wziął udziału w planowanym kontrataku na most pod Remagen. Stracono też dwa Jagdtigery zniszczone przez lotnictwo. Po wyładunku kompanię rozproszono wykorzystując niszczyciele jako statyczne punkty oporu wzdłuż linii frontu. W trakcie tych działań stracono następne dwa pojazdy. W kolejnych dniach wycofując się wzdłuż rzeki Sieg oddział Cariusa dotarł poprzez Eitorf, Betzdorf i Kirchen do Siegen. W trakcie przemarszu utracono 2 Jagdtigery. 2. kompania została wraz z innymi niemieckimi oddziałami okrążona w Zagłębiu Ruhry. Koło Weidenau dysponując tylko 4 Jagdtigerami Carius dokonał udanego kontrataku niszcząc 1 czołg amerykański. Z Weidenau kompanię przetransportowano koleją do Unna, gdzie prowadziła działania obronne tracąc Jagdtigera. 15 kwietnia 1945 w Ergste Carius skapitulował wysadzając lufy ostatnich trzech niszczycieli.
3. kompania nie została do końca zorganizowana. W marcu dowódca kompanii porucznik Schrader wyruszył transportem kolejowym z czterema Jagdtigerami do Paderborn. W St.Valentin pozostał jeden z dowódców plutonu, który miał doprowadzić pozostałe pojazdy. 21 marca 1945 w wyniku nalotu linia montażowa została ciężko uszkodzona. W tej sytuacji zorganizowano transport ostatnich dwóch niszczycieli. Transport dotarł 4 kwietnia do Verliehausen nad Wezerą. Trzy dni później dotarł tam Schrader z jednym Jagdtigerem. Jeszcze w tym samym dniu Schrader zginął. W ciągu następnych dni pozostałe pojazdy zostały utracone.

## Wersje
Jagdtigery kolejnych serii produkcyjnych nieznacznie różniły się od siebie. W lipcu 1944 dodano blaszane osłony rur wydechowych zmniejszające odblask płomieni w nocy. W sierpniu 1944 zastosowano inną zewnętrzną blokadę lufy w położeniu marszowym. Od września 1944 zaprzestano pokrywania pojazdów zimmeritem. W listopadzie natomiast zrezygnowano z montowania lewara o udźwigu 20 ton na tylnej części wanny kadłuba. W grudniu 1944 rozpoczęto montowanie na bokach nadbudowy sześciu zaczepów dla zapasowych ogniw gąsienic. Od lutego 1945 montowano zaczepy do montażu lekkiego dźwigu o udźwigu 2000 kg. Na niektórych pojazdach od 1945 na pokrywie silnikowej montowano gniazdo do mocowania stojaka karabinu maszynowego MG 42 służącego do prowadzenia ognia przeciwlotniczego.

### Wersje zawieszenia
- Porsche – pojazd w tej wersji posiadał osiem kół jezdnych z każdej strony[13]. Z tego typu zawieszeniem zbudowano pierwszy prototyp Jagdtigera. Razem wykonano 9–11 pojazdów o numerach Fgst 305001, 305003–305010[32] oraz 305016 i prawdopodobnie 305021, ale bez pojazdu o numerze 305007[k][10].
- Henschel – pojazd w tej wersji posiadał dziewięć kół jezdnych o nieco większej średnicy niż w zawieszeniu Porsche[13]. Większość pojazdów zbudowano z tym zawieszeniem.

### Projekty
- Panzerjäger Tiger für 8,8 cm Pak 43/3 (Sd.Kfz. 185) – na początku marca 1945[33] w związku z opóźnieniami w dostawach armat 128 mm dokonano modyfikacji uzbrojenia polegającej na zamontowaniu w Jagdtigerze armaty 8,8 cm PaK 43 o długości lufy 71 kalibrów (L/71)[l][10][33]. Liczba powstałych niszczycieli w tej wersji jest trudna do ustalenia[8]. Według niektórych źródeł[11] wersja ta nie weszła do produkcji, a rozpoczęcie produkcji planowane było w maju 1945[10]. Według innych źródeł[34] do końca kwietnia powstało około czterech niszczycieli, a w maju planowano budowę dalszych 17.
- Projekt Hln-E150 – projekt firmy Krupp polegający na zamontowaniu zmodyfikowanej armaty 128 mm o długości lufy 66 kalibrów (L/66)[m]. Brak informacji na temat realizacji projektu[10].

## Opis konstrukcji

### Kadłub

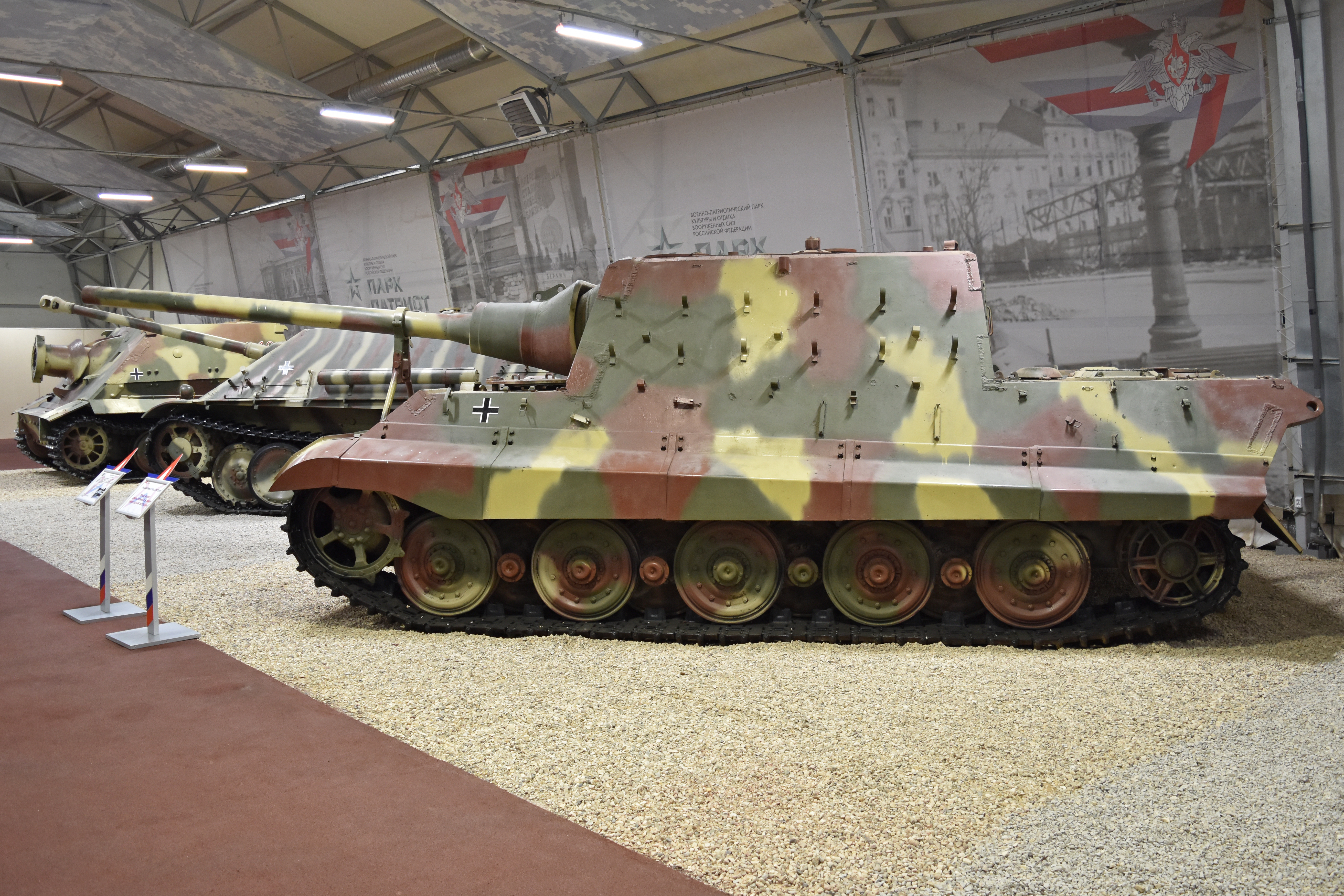
Jagdtiger w Muzeum Czołgów w Kubince

Kadłub Jagdtigera był spawany z płyt stalowych, walcowanych i utwardzanych powierzchniowo przez nawęglanie. Opancerzenie pojazdu wynosiło od 25 do 250 mm. Skuteczność zastosowanego opancerzenia zwiększał kąt nachylenia płyt pancernych wynoszący 40°–75°. Najgrubszy pancerz posiadała płyta czołowa nadbudowy kadłuba 250 mm (nachylenie 75°). Przód kadłuba miał opancerzenie od 150 mm (górna płyta pochylona pod kątem 40°) do 100 mm (dolna płyta pochylona pod kątem 40°). Opancerzenie boków i tyłu wynosiło 80 mm, góra 40–45 mm i dno pojazdu 25 mm.
Z przodu kadłuba mieścił się przedział transmisji i skrzynia przekładniowa, a za nimi przedział kierowania. Środkową część zajmował przedział bojowy nakryty stałą nadbudową. Przegroda ogniowa oddzielała przedział bojowy od przedziału silnikowego, który mieścił się z tyłu pojazdu.

### Zawieszenie
Niszczyciel czołgów Jagdtiger posiadał dwa rodzaje zawieszenia. Pojazdy z zawieszeniem opracowanym przez zakłady Henschel posiadały dziewięć podwójnych całkowicie stalowych kół jezdnych z każdej strony. W podwoziu tego typu koła jezdne był zamocowane na osiemnastu niezależnie amortyzowanych drążkach skrętnych. Drugi typ podwozia został opracowany przez Ferdynanda Porsche. Podwozie składało się z każdej strony z czterech zdwojonych, niezależnie zawieszonych wózków. Podwozie Porsche miało wiele zalet: było lżejsze o 1200 kg, łatwiejsze w montażu, tańsze oraz zajmowało mniej miejsca we wnętrzu pojazdu. Z tyłu kadłuba znajdowały się koła napinające, a z przodu koła napędowe, które różniły się liczbą zębów napędowych w zależności od typu zawieszenia.

### Napęd

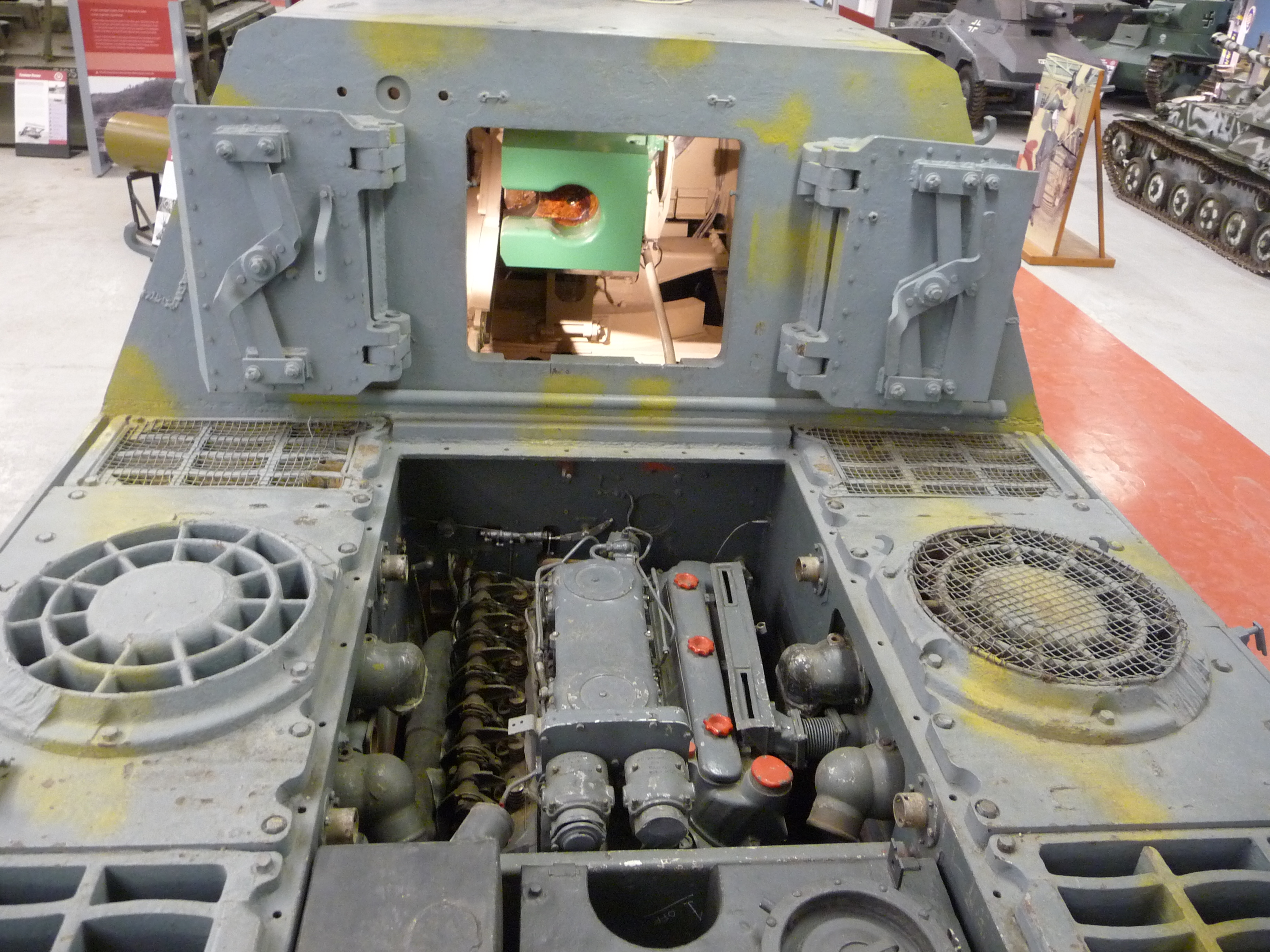
Przedział silnikowy Jagdtigera w Bovington Tank Museum

Napęd stanowił 12-cylindrowy, widlasty silnik gaźnikowy Maybach HL 230 P30 o pojemności 23 095 cm³ i mocy 700 KM przy 3000 obr./min, chłodzony cieczą. Silniki były produkowane w składach Maybach we Friedrichshafen i Auto-Union AD w Chemnitz. Skrzynia przekładniowa mechaniczna, półautomatyczna posiadała 8 biegów do przodu i 4 wsteczne.

### Załoga
Załoga Jagdtigera składała się z sześciu osób. Z przodu wanny kadłuba za przedziałem transmisji po lewej stronie zajmował miejsce kierowca dysponujący ruchomym peryskopem. Po prawej stronie znajdowało się stanowisko strzelca-radiotelegrafisty, który obsługiwał radiostację oraz kadłubowy karabin maszynowy. Do obserwacji posiadał stały peryskop. Kierowca i radiotelegrafista posiadali osobne włazy. W nadbudowie mieszczącej przedział bojowy były miejsca pozostałych czterech członków załogi. Z przodu po prawej dowódca, z lewej celowniczy, za nimi dwóch ładowniczych. Dowódca dysponował okrągłym włazem na wierzchu nadbudowy oraz dwoma stałymi i jednym ruchomym peryskopem.

### Uzbrojenie i wyposażenie

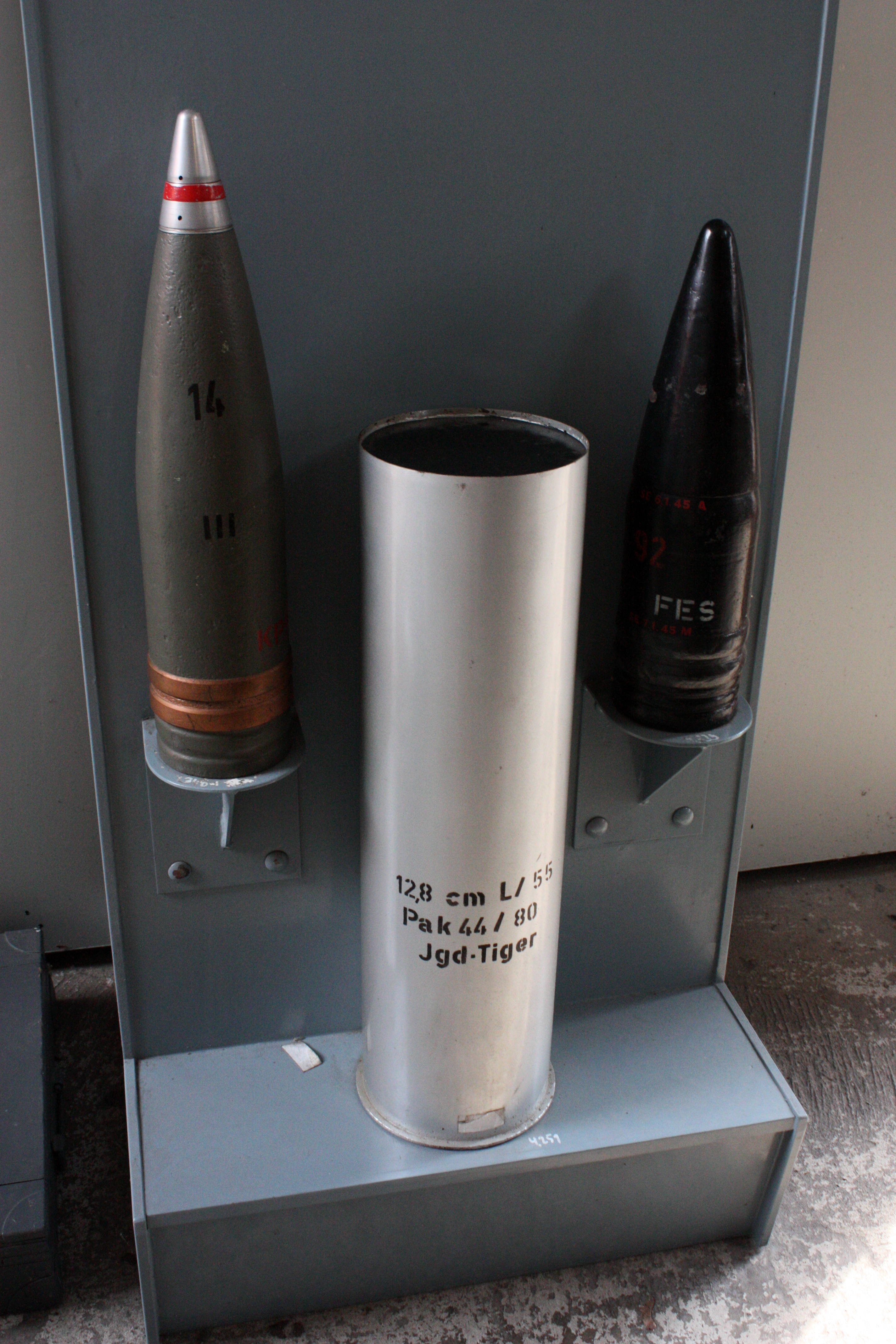
Amunicja do armaty 12,8-cm PaK 44 w Deutsches Panzermuseum Munster

Pojazd był uzbrojony w armatę 12,8 cm PaK 44 kalibru 128 mm. Długość lufy wynosiła 55 kalibrów (L/55). Armata przemieszczała się w pionie w zakresie –7° +15° oraz w poziomie 10° w prawo i 10° w lewo. Zapas amunicji wynosił 40 naboi dwudzielnych. Do armaty stosowano dwa rodzaje pocisków. Pociski przeciwpancerne PzGr 43 o masie 28,3 kg i prędkości początkowej 920 m/s oraz pociski burzące SpGr l/50 o masie 28,0 kg i prędkości początkowej 750 m/s. Pocisk przeciwpancerny przebijał z odległości 500 m pancerz o grubości 178 mm, a z odległości 2500 m pancerz 148 mm. Dodatkowe uzbrojenie stanowił karabin maszynowy MG 34 lub MG 42 kalibru 7,92 mm umieszczony w kadłubie pojazdu obok kierowcy w jarzmie kulistym Kugelblende 80. Zapas amunicji wynosił 1500 naboi. W pojazdach późniejszych serii produkcyjnych montowano na osłonie silnika dodatkowy MG 42 na specjalnej podstawie umożliwiającej prowadzenie ognia przeciwlotniczego. Jagdtigery wyposażono również w Nahverteidigungswaffe. Urządzenie pozwalało na wystrzeliwanie granatów odłamkowych, dymnych, sygnałowych lub oświetlających.
Jagdtigery były wyposażone w celownik Winkielzielfernrohr 2/1. Celownik umożliwiał prowadzenie ostrzału do 4000 m dla pocisków przeciwpancernych i do 8000 m pociskami burzącymi. Kadłubowy karabin maszynowy posiadał celownik Kfz 2 o 1,8 krotnym powiększeniu.
Pojazdy były wyposażone w radiostację FuG 5, która zapewniała łączność do 6,4 km przy nadawaniu fonią i do 9,4 km kluczem.

## Zachowane pojazdy

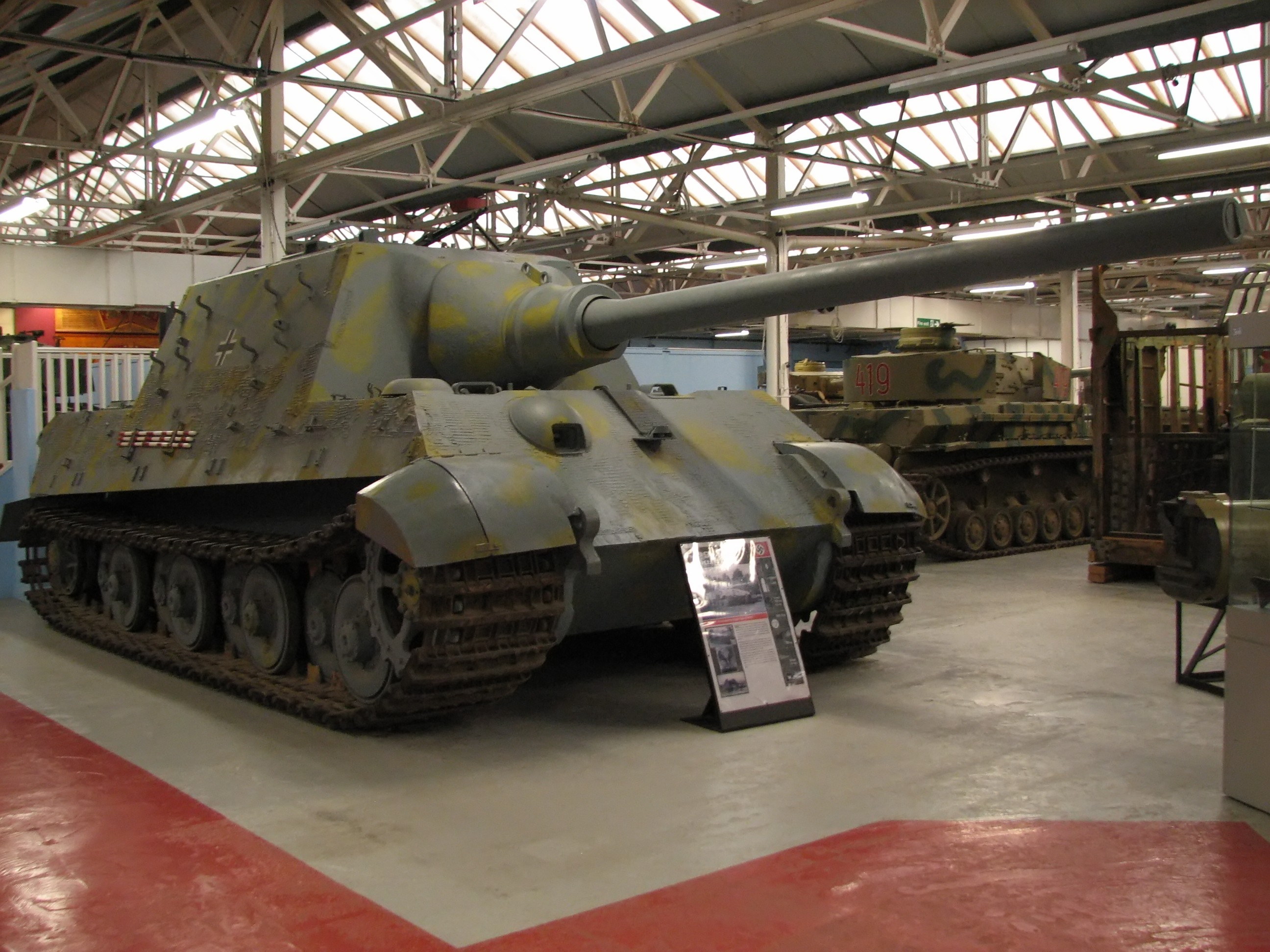
Jagdtiger w Bovington Tank Museum

Do czasów współczesnych zachowały się tylko 3 pojazdy: 2 Jagdtigery w Europie i 1 w Stanach Zjednoczonych.
- Rosja – Jagdtiger w Muzeum Czołgów w Kubince, numer Fgst 305083, pojazd z zawieszeniem typu Henschel, późnej serii produkcyjnej, wyprodukowany w marcu 1945, zdobyty przez Rosjan 5 maja 1945 w Sternburgu w Austrii.
- Wielka Brytania – Jagdtiger w Bovington Tank Museum, numer Fgst 305004, wyprodukowany w sierpniu 1944, jeden z pierwszych egzemplarzy, pojazd z zawieszeniem typu Porsche, zdobyty przez Brytyjczyków w kwietniu 1945 w Haustenbeck, gdzie przechodził próby na poligonie, w 1946 przewieziony do Wielkiej Brytanii.
- Stany Zjednoczone – Jagdtiger w United States Army Ordnance Museum, numer Fgst 305020, pojazd z zawieszeniem typu Henschel, wyprodukowany w listopadzie 1944, zdobyty w Neustadt w Niemczech, pojazd posiadał numer taktyczny 331 i pochodził z sPzJgAbt. 653.